# Filharmonia Częstochowska im. Bronisława Hubermana
Filharmonia Częstochowska im. Bronisława Hubermana mieści się w Częstochowie, w budynku przy ul. Wilsona 16, wzniesionym  w latach 1955–1965 na fundamentach Nowej Synagogi, spalonej 25 grudnia 1939. Projektantem budynku jest Józef Tadeusz Gawłowski. Filharmonia dysponuje dwiema salami koncertowymi oraz salą prób (od 2012). Sala koncertowa mieści 825 widzów, druga sala - kameralna - 156. Główna sala uznana została przez niektórych ekspertów jako czwarta pod względem właściwości akustycznych w Polsce. Autorem projektu akustyki obydwu sal koncertowych jest Witold Straszewicz. 
W poczet dyrektorów artystycznych-dyrygentów zaliczają się: Edward Mąkosza, Wacław Geiger (1949-1951), Krzysztof Missona (1953-1958), Leon Jelonek (1954-1971), Czesław Orsztynowicz (1959-1965), Zygmunt Szczepański (1967-1972), Zygmunt Hassa (1972-1990), Piotr Warzecha (1984-1990),  Jerzy Kosek (1990-1999), Leszek Hadrian (1996-2005), Jerzy Swoboda (1998-2005), Jerzy Salwarowski (2005-2011), Adam Klocek (od 2012).
Gmach Filharmonii jest miejscem regularnych koncertów Orkiestry Symfonicznej. Sam budynek jest młodszy niż historia koncertów, bowiem pierwszy koncert symfoniczny miał miejsce w teatrze miejskim w marcu roku 1945. Przy Filharmonii niemal od jej początków działał chór mieszany, kierował nim m.in. Krzysztof Pośpiech, lecz zawodowy chór został zatrudniony we wrześniu 2012, przyjmując nazwę Chór Filharmonii Częstochowskiej „Collegium Cantorum” pod dyrekcją Janusza Siadlaka.
Filharmonia Częstochowska, poza koncertami symfonicznymi i kameralnymi, jest współorganizatorem (i współwykonawcą) przedstawień operowych, operetkowych i baletowych. Jest też miejscem wernisaży i wystaw malarstwa, fotografii i innych dziedzin sztuki.  
Do imprez cyklicznych organizowanych przez Filharmonię należy Międzynarodowy Festiwal Wiolinistyczny im. Bronisława Hubermana (od 1997), Konkurs Wokalny im. J. E. J. Reszków (od 2009) oraz Festiwal Jazzu Tradycyjnego „Hot Jazz Spring” (od 2002). Instytucja włącza się ponadto w organizację Nocy kulturalnej, Międzynarodowego Festiwalu Muzyki Sakralnej „Gaude Mater”, Festiwalu Muzycznego Rodziny Bachów.
Ważnym obszarem działalności Filharmonii jest edukacja muzyczna. Prowadzona jest ona poprzez audycje muzyczne "Filharmonia Dzieciom", koncerty szkolne "FEEL harmony - poczuj klimat!", audycje wyjazdowe oraz "Niedzielne Poranki z Filharmonią". 
Od marca 2010 Filharmonii Częstochowska była remontowana i rozbudowywana ze środków Europejskiego Funduszu Rozwoju Regionalnego w ramach Programu Infrastruktura i Środowisko.
3 października 2012 roku otrzymała imię Bronisława Hubermana.
Nową formą działania na rzecz podtrzymywania pamięci o Bronisławie Hubermanie jest Fundacja jego imienia, która została ustanowiona w 2017 roku przez Zygmunta Rolata, Mecenasa Kultury, Przyjaciela Filharmonii Częstochowskiej, od 2012 roku Honorowego Obywatela Częstochowy. Fundacja wspiera działalność Filharmonii, głównie w zakresie organizacji Festiwalu Wiolinistycznego.

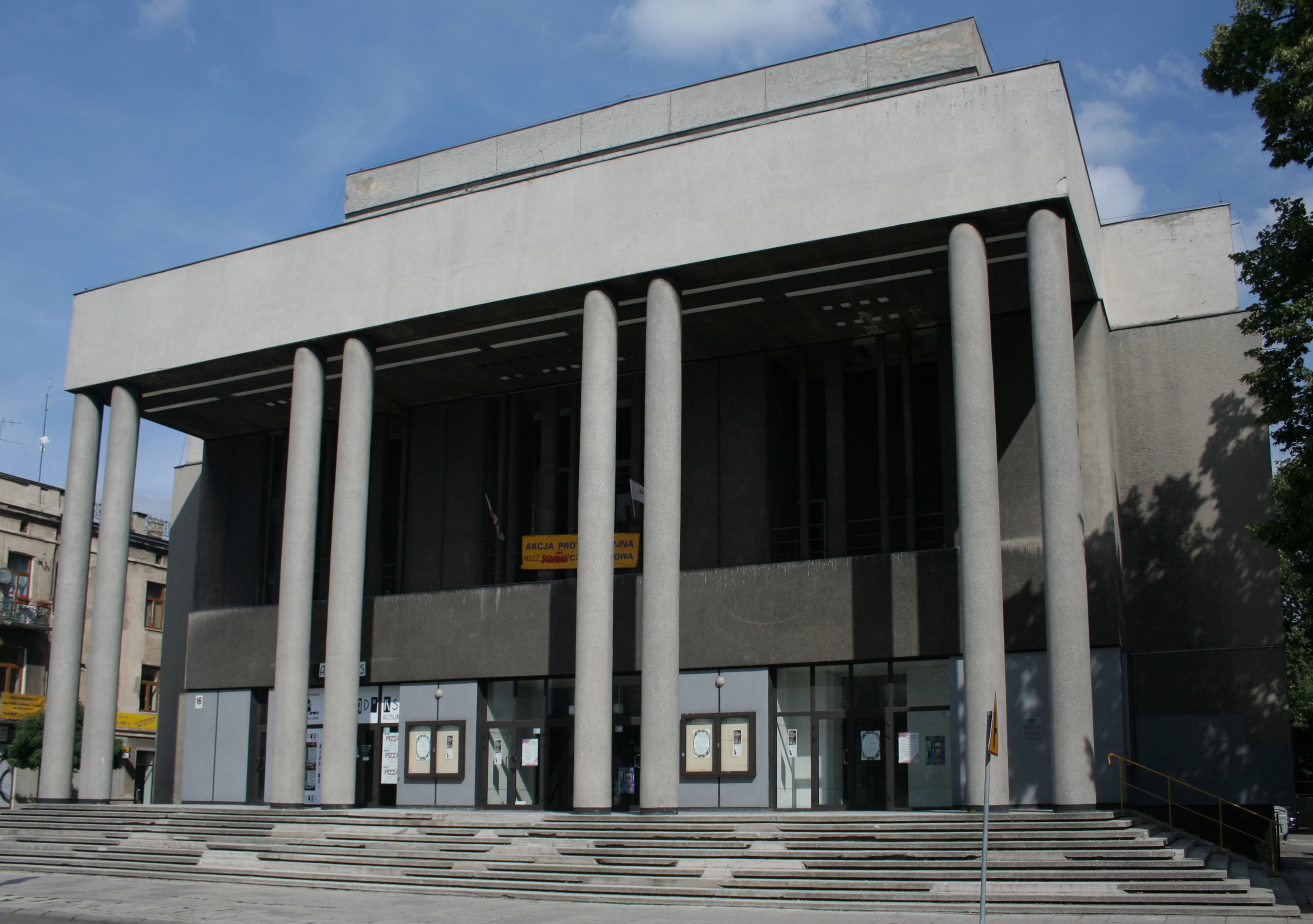
Filharmonia przed remontem w 2009 roku

Na scenie Filharmonii koncertują stale artyści z Polski i świata. Największe nazwiska jakie pojawiły się w ostatnich latach to: Joshua Bell (2009, 2014), Vadim Repin (2012), Evelyn Glennie (2012), Midori (2012), Michael Nyman (2012), Mischa Maisky (2016), Roby Lakatos (2018, 2020), Shlomo Mintz (2018).

## Dyrektorzy
- Adam Klocek - dyrektor naczelny
- Ireneusz Kozera - zastępca dyrektora